# Congresso scientifico

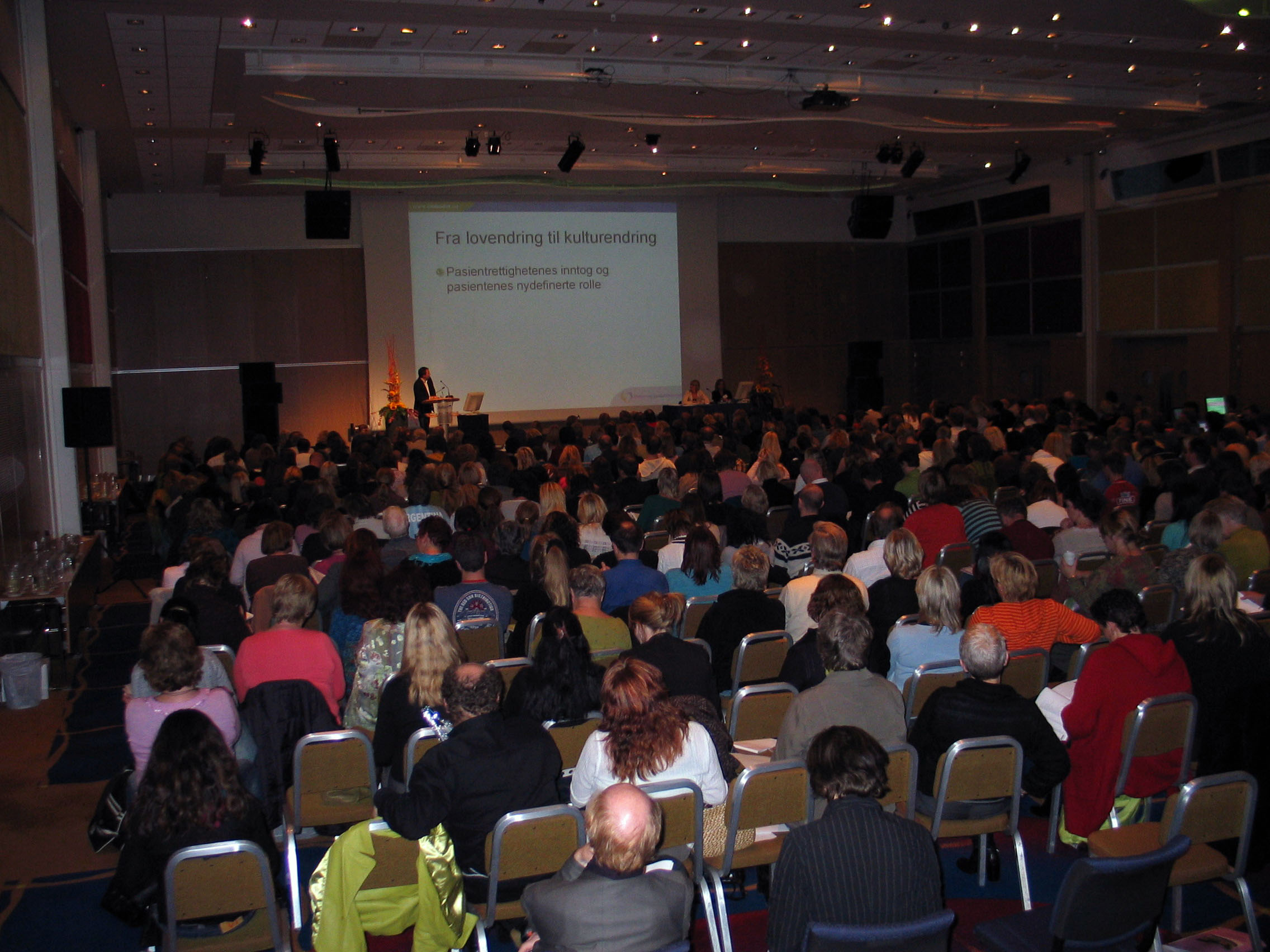
Un congresso di Medicament assisted rehabilitation ad Oslo.

Un congresso scientifico è una conferenza di ricercatori (non necessariamente accademici) per presentare e discutere i risultati del loro lavoro. Con le università e la comunicazione scientifica i congressi sono un importante canale di scambio di informazioni tra studiosi.

## Organizzazione di un congresso scientifico
I congressi sono solitamente organizzati da gruppi di scienziati o da ricercatori aventi interessi comuni. Grandi incontri possono essere organizzati per conto di società scientifiche da organizzatori professionali di conferenze (Professional Conference Organizer o PCO).
Solitamente il congresso è annunciato mediante una call for papers che riporta gli argomenti del congresso e descrive come presentare il proprio lavoro.